# Daniel Uher z Jenčic
Daniel Uher (Ungar) z Jenčic (asi 1569 – konec srpna 1617) byl 49. probošt litoměřické kapituly v letech 1614–1617.

## Situace po smrti 48. probošta
Po smrti 48. litoměřického probošta Jakoba Chimarrhäuse navrhl pražský arcibiskup Zbyněk Berka z Dubé, aby byl litoměřickým proboštem krajan z Litoměřicka; jeho volba padla na Adama Drogera, děkana u Všech svatých v Litoměřicích, s tím, že vykonává vzorně a čestně své povinnosti, má pravidelná kázání a pro funkci probošta má všechny potřebné předpoklady. Tento arcibiskupův návrh však nebyl realizován a na litoměřického probošta byl navržen dvorní kaplan Daniel Uher (Uhrín, Ungar) z Jenčic na Lovosicku.

## Původ a vzdělání
O jeho původu a rody chybějí zprávy. Ví se, že v Jenčicích pod hradem Košťálovem byl ve 14. století vladycký statek, který se roku 1408 dostal do držení vladyků ze Vchynic. Jeho další osudy nejsou známy, ale poplužní dvůr v Jenčicích mohl být uvedeným vladyckým statkem, kde sídlil rod Uhrů (Uhrínů, Ungarů). Jeho rodná ves byla v této době rozdělena do tří panství a statků: Čížkovic, Lovosic a Dlažkovic. Danie Uher se narodil kolem roku 1569, na studia odešel do Prahy do jezuitského konviktu sv. Bartoloměje, kde patřila úroveň výuky v Praze mezi nejvyšší. Jeho studijním kolegou byl Jan Sixt z Lerchenfelsu, který jej později nahradil ve funkci litoměřického probošta. Uher získal titul magistra filozofie, a protože byly brzy známy jeho vědomosti a přednosti, byl povolán do funkce dvorního kaplana a později se stal dvorním falckrabětem. Jeho schopnosti mu otevíraly cestu k dosažení vyšších hodností. Jeho příznivcem a ochráncem byl Jaroslav Bořita z Martinic, patřící do vedoucí skupiny katolických šlechticů v Čechách. Ten také Uhrovi nabídl, aby po dokončení studií u jezuitů ihned nastoupil jako farář ve Smečně u Slaného, kde byl centrum majetku Bořity z Martinic. Děkan Uher brzy patřil mezi nejaktivnější katolické reformátory ve středních Čechách. Snahou Martinice bylo s pomocí děkana Uhra učinit ve Smečně, kde Martinic sídlil, centrum rekatolizace většího okolí. Již roku 1601 byla farnost Smečno povýšena na děkanství, kterému podléhaly farnosti v okolí. Martinic si uvědomoval, jak nízký je počet i úroveň katolických kněží. Novému děkanu Uhrovi se brzy podařilo zvětšit počet katolíků natolik, že byl spolu se svým kolegou a přítelem Janem Sixtem zvolen na zasedání vyšehradské kapituly 29. ledna 1608 kanovníkem. Děkan a kanovník Uher pokračoval pak úspěšně v rekatolizační činnosti, která mu slibovala další vzestup.

## Problém obsazení proboštského stolce
Když roku 1614 zemřel probošt Cimmarrhäus, byl o jeho nástupnictví velký zájem. Tehdejší pražský arcibiskup Jan III. Lohelius (1612-1622) připravoval podmínky, aby se litoměřickým proboštem stal olomoucký kanovník ThDr. Johann Ernst von Platteis, vynikající absolvent teologie v Římě, papežský prelát a důvěrník kardinála Dietrichsteina, ovládající jazyk, včetně češtiny. Lohelius byl přesvědčen, že této hodnosti jeho kandidát dosáhne. Napsal i jeho otci, že učiní vše pro to, aby se jeho syn stal litoměřickým proboštem. Již 17. listopadu 1613 požádal Lohelius o tzv. exspektanci (příslib), že bude přání arcibiskupa vyhověno. Uvedl znovu jeho přednosti a vědomosti, že ovládá dokonale obě zemské řeči, je vynikajícím kazatelem, který je schopen zvětšit význam litoměřické kapituly, zvláště když současný probošt je již značně starý a často nemocný. Litoměřické proboštství mělo dosud v čele významné preláty, ale k této funkci byla zapotřebí nejen vysoká církevní hodnost, ale i konání bohoslužeb, kazatelství a správa proboštství, k čemuž je prý J.E. von Platteis předurčen. Již otec kandidáta byl císařem Rudolfem II. vysoce oceňován a i současný císař Matyáš si vážil jeho činnosti. Lohelius požádal o podporu i vídeňského biskupa Khlesla. Veškerá snaha byla však marná a dvorní císařská kancelář požadovala na místo litoměřického probošta dvorního kaplana Daniela Uhra. K jeho jmenování došlo v říjnu 1614. Pražský arcibiskup zaslal 25. října 1614 kapitulnímu děkanovi Meuerlovi zprávu, že instalaci vykoná pražský kapitulní děkan Dr. Kašpar Arsenius. Na příští čtvrtek ráno měli být přítomni církevnímu obřadu poddaní proboštství, aby jim byly připomenuty jejich povinnosti. Proboštská instalace musela být o několik dní posunuta na 29. listopad. V zachovaných písemných dokumentech je uvedeno, že Daniel Uher byl uváděn jen jako administrátor litoměřického proboštství. Je pravděpodobné, že Uher také i nadále působil jako dvorní kaplan v Praze a v Litoměřicích byl jmenován jeho zástupce. Uher získal ještě další hodnost – 9. prosince 1614 byl zvolen kanovníkem pražské dómské kapituly.

## Uher ve funkci probošta
Po definitivním nástupu do Litoměřic probošta Uhra čekaly mnohé problémy. Musel ihned a pak každoročně – poslat 200 tolarů do císařské dvorní pokladny, což dokazuje, jak byl tzv. zeměpanský patronát zneužíván. Protože pozůstalost po předchozím proboštovi nebyla ještě uzavřena, požádal Uher, aby mohla v Litoměřicích zůstat část peněz po Chimarrhäusovi. Bylo nutné je použít pro nezbytné stavební úpravy chrámu sv. Štěpána. Tuto prosbu podpořil i pražský arcibiskup, který rovněž pomohl, aby byla získána suma 881 kop grošů a 53 krejcarů. Probošt Uher se musel zavázat, že peníze budou použity skutečně k opravám kostela a dalších dvou objektů na nynějším Dómském náměstí a že na vyžádání císařem se mu tento obnos vrátí. To bylo nespravedlivé rozhodnutí. Probošt Uher byl tak rozhořčen proti iniciátorům na císařském dvoře, že uvažoval, že se vzdá proboštského titulu a bude se ucházet o uvolněné beneficium v Českém Krumlově. Pražský arcibiskup byl překvapen, že probošt jednal samostatně s kolátory, aniž o tom uvědomil svého nejvyššího pastýře.

## Jezuitský vliv
V Litoměřicích probošt nezahálel, naopak začal stavět v blízkosti dómské brány školu, která byla dostavěna a sloužila až do jmenování Maxmiliána Rudolfa Schleinitze biskupem. Snahy probošta řešit těžkou a složitou situaci vedly ke vzniku řady pověstí, například, že Uher chce předat proboštství jezuitskému řádu, což byla pověst nesmyslná, vždyť ani budova rezidence nepatřila proboštovi. Zamýšlené změny mohly být realizovány jen se souhlasem císaře, k čemuž nikdy nedošlo. Jediná z těchto pověstí byla potvrzena. Postavená budova školy měla být předána jezuitům, kteří v ní měli vyučovat. K uskutečnění však nedošlo, protože na konci srpna 1617 probošt Uher ve věku 48 let nečekaně zemřel. O jeho smrti byla podána zpráva pražskému arcibiskupovi týž den, kdy probošt zemřel. Kapitulní děkan Meuerl navrhl, aby arcibiskup poslal do Litoměřic Johanna Sixta nebo aby sdělil, jak se má dále postupovat. Uher napsal svou závěť, v níž celou svou pozůstalost věnoval jezuitskému řádu. Tato pozůstalost byla však malá, protože Uher nebyl ani schopen odvést patronu – císaři – předepsané výše uvedené peníze. Ve své závěti uvedl, že chce být pohřben u jezuitů. Toto jeho poslední přání se splnilo až za rok, kdy jeho ostatky byly převezeny a uloženy v jezuitském kostele sv. Salvátora v Praze. Přítel zesnulého Sixt, který se stal jeho nástupcem v Litoměřicích, dal ve svatoštěpánském chrámu pořídit pamětní desku s údaji o životě a díle zemřelého probošta Uhra.